# Máquina panificadora

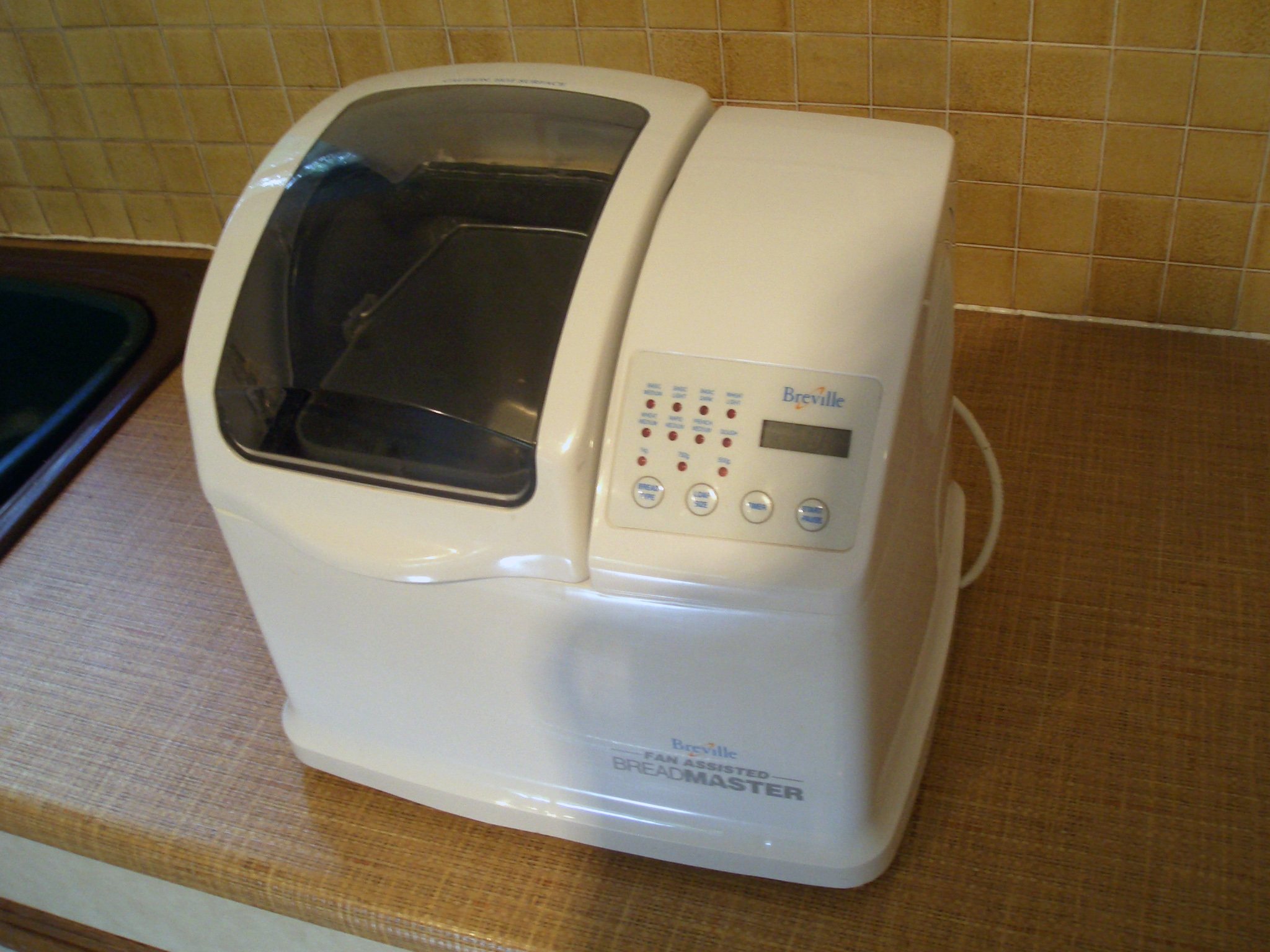
Una máquina panificadora.

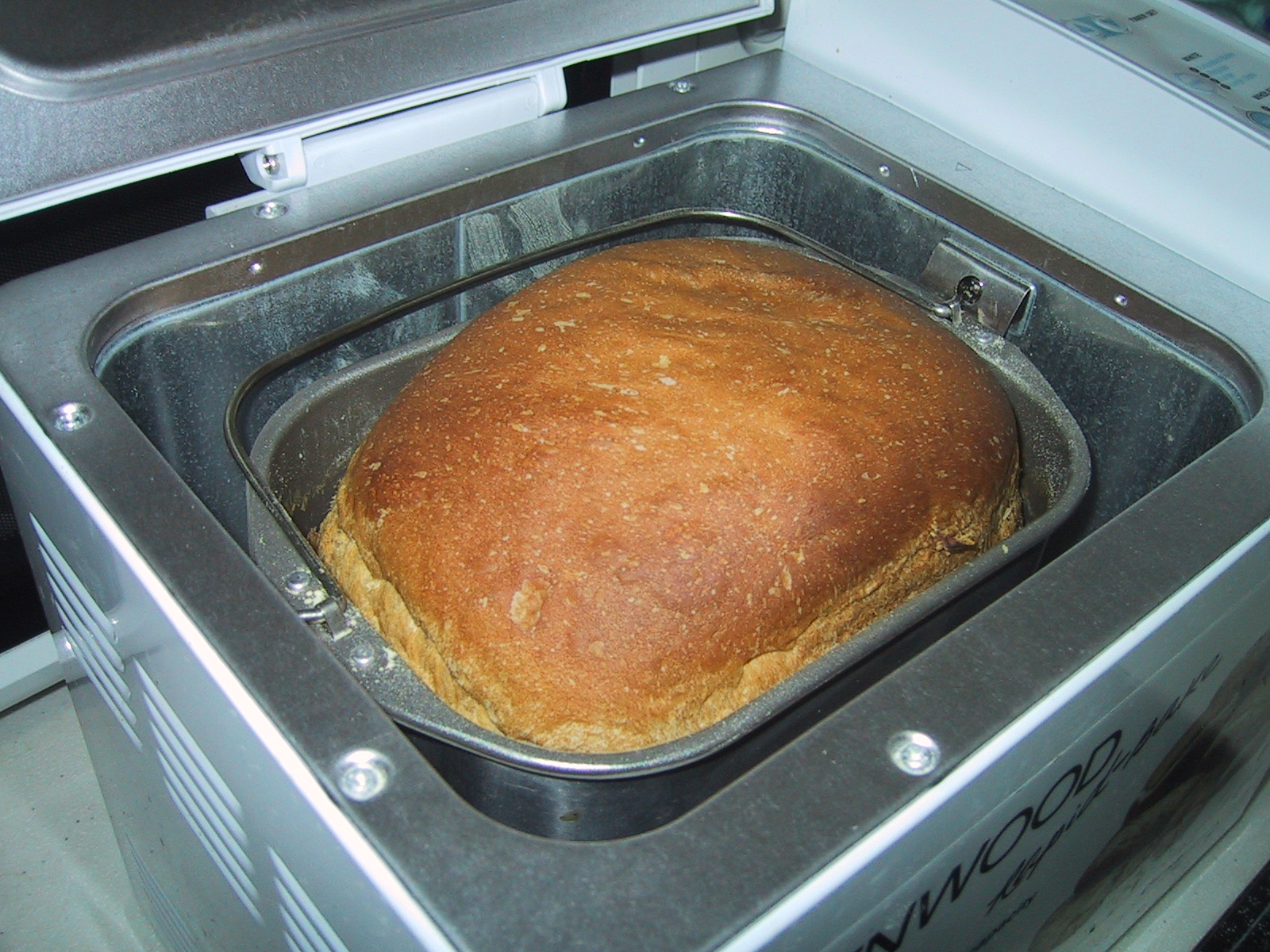
Una máquina panificadora con pan recién horneado.

Una máquina panificadora o de hacer pan (Bread Machine, en inglés) es un electrodoméstico para elaborar pan. Consiste en una unidad compuesta por un molde metálico removible y hondo que tiene integrado un mecanismo para mezclar y amasar los ingredientes, dicho mecanismo colocado en el fondo y centro consiste en un brazo o pala que rota horizontalmente y que utiliza la fuerza proveniente de un motor eléctrico. Este recipiente se encuentra dentro de una cámara que mediante una fuente de calor interna facilita, como procesos independientes, tanto el levado de la masa como su cocción. Una vez listos los procesos, la bandeja puede ser retirada para servirse del producto, encontrándose lista para los siguientes procesos. Los electrodomésticos para elaborar pan tienden a realizar un trabajo autónomo que inicia con incorporar los ingredientes e incluye el mezclado, amasado, leudado y concluye una vez horneado. El funcionamiento del equipo ofrece conveniencia y comodidad respecto al trabajo manual, sin embargo ofrecen versatilidad al contar con controles para realizar diferentes ciclos o programas para obtener distintos tipos de masa, que pueden ser levadas mediante Levadura de panadería, Polvo gasificante en batidos para Pastel, y masas no levadas como la pasta italiana. Los programas pueden ser aun más específicos y elaborar determinados productos como el de pan blanco, integral, francés, pan dulce, bajos en gluten y realizarlos como ciclos completos, contar con ciclos para Bizcocho y Pasta que suprimen el levado y horneado y se concluyen en la mesa de trabajo y con una cocción aparte, también los de masas fermentadas para pizza o bagel que incluirían levado pero no el forjado ni el horneado. De esta forma es posible trabajar masas que no cuentan con un proceso específico o requieren una etapa externa adicional de empastado, reposo y forjado como el hojaldre y elaborar Volován y cruasán. Pueden incluir ciclos ajenos a la panificación como la elaboración de jaleas y mermelada donde se aprovecha su capacidad de mezclar y cocer Otra característica como electrodoméstico es que pueden contar con un temporizador para posponer su hora de inicio y operarla entonces sin asistencia, los modelos de gama más alta permiten programar al usuario un ciclo personalizado y realizar la secuencia del programa de forma automática (mezclar, amasa, fermentar y hornear) hasta obtener el pan acabado.

## Historia
La primera máquina panificadora fue comercializada en Japón en 1986 por la compañía Matsushita Electric Industrial (actualmente Panasonic). Una década después se había vuelto popular en el Reino Unido, Australia y los Estados Unidos. Aunque no resultan adecuadas para uso industrial debido al tamaño fijo de las rebanadas y a su limitado ciclo de vida, las máquinas panificadoras a menudo dan mejores resultados cuando se emplea masa amasada a mano.

## Uso y características
Para elaborar una barra de pan, los ingredientes se miden e introducen en el molde en un orden concreto (normalmente los líquidos primero, con los ingredientes sólidos encima) y entonces se coloca el molde, de revestimiento antiadherente, dentro de la máquina. El peso del pan suele ser programable (ej. 750/1000/1250 gramos).
El orden de los ingredientes es importante porque la levadura de panadería usada en las máquinas panificadoras se activa al contacto con el agua, por lo que deben mantenerse ambas separadas hasta el inicio del programa.
Las recetas para las máquinas panificadoras están diseñadas para emplearse en lotes de una pieza que puede ser menor a las normales, y a menudo se calculan a partir de la capacidad de su único molde (las más comunes en los Estados Unidos son de 700 g, por lo que muchas recetas están escritas para esta capacidad, que no es la única disponible en el mercado). Se comercializan mezclas para pan específicamente elaboradas para las panificadoras, conteniendo los ingredientes en las cantidades adecuadas, incluyendo la harina y la levadura, así como saborizantes y ocasionalmente acondicionadores de masa, necesitándose añadir por lo general solo el agua. Actualmente, la práctica totalidad de modelos comercializados, disponen de un programa para panes sin gluten, y otros para panes especiales, a veces programables por el usuario. El programa sin gluten se ha convertido en uno de los más demandados, y los programables permiten la elaboración de panes considerados difíciles, que antes no eran posibles de realizar.
Normalmente el pan elaborado en casa aguanta sus propiedades organolepticas muchísimo más tiempo que el industrial, a veces varios días, pese a no contener conservantes. Además, es posible usar masa madre o algún prefermento, simplemente debemos mezclarla como un ingrediente más, o usar uno de los programas definidos por el usuario que muchas máquinas ofrecen. La masa madre es un cultivo espontáneo de harina y agua, donde las levaduras y bacterias (principalmente lactobacílos) existentes en el aire se encargan de formar una masa levada que aporta gran sabor y capacidad de conservación al pan. La levadura da sabor y el dióxido de carbono necesario para subir la masa, mientras el ácido láctico producido por los lactobacilos mejora enormemente la conservación del pan además de afectar su sabor; los prefermentos proporcionan algunos de estos beneficios junto a una mayor predictibilidad.
Las máquinas panificadoras incorporan a menudo un temporizador para controlar cuándo comenzar el proceso de elaboración (función de inicio diferido). Esto permite, por ejemplo, cargar los ingredientes por la tarde pero no comenzar la elaboración hasta la madrugada siguiente, de forma que el pan se tenga recién hecho para el desayuno. Asimismo, suele caber la función de mantenimiento del calor, durante 60 minutos una vez acabada la elaboración el pan.
La máquina necesita unas pocas horas para elaborar una barra de pan, primero mezclando los ingredientes usando la pala de elaboración de la masa (también conocida como varilla amasadora), y luego cociendo ésta en el molde. Una vez cocido el pan, se extrae el molde de la máquina para sacar el pan de él (el molde suele ser antiadherente). La pala, que queda en el fondo de la barra, se retira dejando una hendidura con su forma en ella. La forma del producto final se suele considerar inusual, pues muchos de los primeros modelos producían barras de pan verticales, cuadradas o cilíndricas muy diferentes de las industriales, si bien los modelos más recientes tienen un molde horizontal de forma más tradicional.
Tradicionalmente las máquinas panificadoras tardan de 3 a 4 horas en preparar una pieza, aunque algunos programas con tiempos de leudado y reposo más largos, pueden requerir hasta seis horas, entendiendo el tiempo total entre amasados, leudados, reposos y cocción. Sin embargo recientemente han empezado a popularizarse modos rápidos, muchos de los cuales son capaces de producir una pieza en una o dos horas. El pan resultante no es tan bueno; debido al corto tiempo de leudado y reposo se asemejaría más a uno industrial, pero para muchos usuarios resulta una característica útil.

## Productos distintos del pan
Algunos modelos pueden cocinar otras cosas además de pan, como mermeladas o mochi, un tipo de pastel de arroz japonés. Una de las innovaciones más recientes es la capacidad de añadir frutos secos o fruta durante el proceso de amasado automáticamente, o incluso la levadura, para evitar fallos en el leudado debidos a una exposición temprana a los agentes o a la sal.

## Productos especiales sin gluten
Existen modelos de máquinas panificadoras con programas para preparar pan sin gluten y otros productos especiales para personas con enfermedad celíaca. Hacer pan sin gluten es más delicado. Los tiempos de levado, fermentado, amasado y horneado son diferentes que los del pan tradicional de trigo. Las panificadoras con opciones sin gluten son una ayuda para mejorar la calidad de vida de los celiacos al facilitar la elección de los ingredientes y evitar los excesos de grasas, azúcar o aditivos que suelen estar presentes en los productos industriales.